# Thea Musgrave

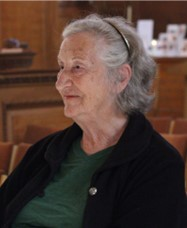
Thea Musgrave

Thea Musgrave (Barnton (Edinburgh), 27 mei 1928) is een Schots componiste die in de Verenigde Staten woont en werkt. Zij is voornamelijk bekend van opera’s en concerten.

## Biografie
Zij studeerde aan de Universiteit van Edinburgh en vier jaar in Parijs bij Nadia Boulanger. Ze begon al op jonge leeftijd met het componeren van opera’s. In 1958 bezoekt ze het Tanglewood Festival en studeerde ze bij Aaron Copland. Geeft daarna van 1959 tot 1965 les aan de Universiteit van Londen. Gedurende de jaren 70 vertrok ze naar de VS om les te geven aan de Universiteit van Californië - Santa Barbara. Ze heeft vele prijzen gewonnen met haar composities , waaronder een van Guggenheim. Van 1987 tot 2002 gaf ze les aan het Queens College in New York.
In 1971 trouwde ze met de Amerikaanse violist en operadirigent Peter Mark. 

## Composities (selectief)

### Werken voor orkest
- Concert voor Orkest (1967)
- Night Music (1968; kamerorkest)
- Hoornconcert (1971)
- Altvioolconcert (1973)
- Orfeo (1975; dwarsfluit en bandrecorder of strijkorkest)
- Klarinetconcert (1979)
- Song of the Enchanter (1990; ter gelegenheid van de 125-ste geboortedag van  Jean Sibelius)
- Helios (1994; hoboconcert)
- Phoenix Rising (1997, orkest)
- Aurora (1999; strijkorkest)
- Turbulent Landscapes (2003; orkest)
- Green (2008; strijkorkest)

### Werken voor harmonieorkest of brassband
- Variations for Brass Band, voor jeugdbrassband (1966)
- Journey through a Japanese Landscape, voor marimba en harmonieorkest (1994)

### Muziektheater

#### Operas
| Voltooid in | titel | aktes       | première                                                     | libretto                                                                               |
| ----------- | --- | ----------- | ------------------------------------------------------------ | -------------------------------------------------------------------------------------- |
| 1955        | The Abbot of Drimock                                                                                     | 1 akte      | 22 juni 1958, Londen, concertversie                          | Maurice Lindsay, gebaseerd op het verhaal "Tales of the Border" van John Mackay Wilson |
| 1962        | Marko the Miser                                                                                          |             | 16 mei 1963, Farnham Festival of Schools Music               | van de componiste en Frederic Samson                                                   |
| 1965        | The Decision                                                                                             | 3 bedrijven | 30 november 1967, Londen, Sadler's Wells Theatre             | Maurice Lindsay                                                                        |
| 1972-1973   | The Voice of Ariadne                                                                                     | 3 bedrijven | 11 juni 1974, Aldeburgh, Aldeburgh Festival                  | Amalia Elguera, gebaseerd op "The Last of the Valerii" van Henry James                 |
| 1975-1977   | Mary, Queen of Scots                                                                                     | 3 bedrijven | 6 september 1977,Edinburgh, Edinburgh International Festival | van de componiste, gebaseerd op "Moray" van Amalia Elguera                             |
| 1978-1979   | A Christmas Carol                                                                                        | 2 bedrijven | 16 december 1981, Norfolk, Norfolk Center Theater            | van de componiste, gebaseerd op het gelijknamige verhaal van Charles Dickens           |
| 1981        | An Occurrence at Owl Creek Bridge, radioopera                                                            |             | 14 september 1982, Londen, Studio van de BBC                 | van de componiste, gebaseerd op een verhaal van Ambrose Bierce                         |
| 1984        | Harriet, the Woman called 'Moses                                                                         | 2 bedrijven | 1 maart 1985, Norfolk (Virginia), Norfolk Center Theater     | van de componiste, vrij naar het levensverhaal van Harriet Tubman                      |
| 1992        | Simón Bolívar er bestaat ook een gereduceerde versie: Bolívar and his Generals (Bolívar y sus Generales) | 2 bedrijven | 20 januari 1995, Norfolk (Virginia), Norfolk Center Theater  | van de componiste                                                                      |
| 2003        | Pontalba                                                                                                 | 2 bedrijven | 2 oktober 2003, New Orleans                                  |                                                                                        |

### Vocale muziek

#### Werken voor koor
- Rorate Coeli (1973; koor)

#### Liederen
- Songs for a Winter’s Evening (1995; sopraan, orkest)

### Kamermuziek
- Chamber Concerto No 2 (1966; kamerensemble)
- Pierrot (1985; klarinet, viool en piano)
- Golden Echo II (1986; voor hoorn solo en 16 hoorns)
- Two's Company (2005; concert voor hobo en slagwerk)
- Cantilena (2008; hobokwartet)